# 16555 Nagaomasami
16555 Nagaomasami (1991 US3) là một tiểu hành tinh vành đai chính được phát hiện ngày 31 tháng 10 năm 1991 bởi K. Endate và K. Watanabe ở Kitami.